# PEACE!!!
「PEACE!!!」（ピース）は、春奈るなの13枚目のシングルである。2020年3月18日にSACRA MUSICから発売された。

## 概要
前作「桃色タイフーン」から約1年7ヶ月ぶり、SACRA MUSIC移籍後4枚目のシングルである。
販売形態は初回生産限定盤、通常盤、期間生産限定盤＜アニメ盤＞の4種リリースで、月刊コロコロコミック連載されていた漫画をアニメ化したテレビアニメ『パズドラ』のエンディングテーマである「PEACE!!!」が収録されている。初回生産限定盤には「PEACE!!!」のRemix，通常盤には「PEACE!!!」のインスツルメントの，それぞれ計2曲が収録されている。
初回生産限定盤には「PEACE!!!」のMusic Videoとそのメイキング映像を収録したDVDが、期間生産限定盤は、描き下ろしイラストデジパック仕様であり、TVアニメ『パズドラ』ノンクレジットエンディング映像を収録したDVD、トレーディングキャラクター缶バッジ（シーン絵柄）が同梱されている。
「PEACE!!!」について，本人は、「ここまでド派手な曲はいままであまり歌ってこなかったので、だいぶエネルギーを消費しました。また、今回は目玉として「スタッフみんなで録った掛け声」があります。大塚さんや作曲・編曲を担当された津波幸平さん、そしてマネージャーさんにも協力してもらい、賑やかでパワーを感じるレコーディングになりました！」、「今回はみなさんに踊りながらコールもしてほしいという、わがままなお願いをしております。
ちょっと大変かもしれませんが、ライブに来てくださった方はぜひ挑戦していただきたいですね！」と語っている。
また、初回生産限定盤のカップリング曲には、「まるで『パズドラ』ゲームをプレイしているようなリミックスで、とてもお気に入りです！イントロの“コンボを決める”かのような演出や、ほかにも入れられるだけ、ゲーム感を味わえるようなアレンジ」の「PEACE!!!」のRemix「PEACE!!! -Infinity Combo Remix-」が収録されている。

## シングル収録内容

### 初回生産限定盤
| 全作詞: 春奈るな、大塚利恵、全作曲・編曲: 津波幸平。 |                                    |                    |            |      |
| #                                                    | タイトル                           | 作詞               | 作曲・編曲 | 時間 |
| 1.                                                   | 「PEACE!!!」                       | 春奈るな、大塚利恵 | 津波幸平   | 4:16 |
| 2.                                                   | 「PEACE!!!」(Infinity Combo Remix) | 春奈るな、大塚利恵 | 津波幸平   | 4:41 |
| 合計時間:                                            | 合計時間:                          | 8:57               |            |      |

| #  | タイトル                  | 作詞 | 作曲・編曲 |
| -- | ------------------------- | ---- | ---------- |
| 1. | 「PEACE!!!」(Music Video) |      |            |
| 2. | 「Making of "PEACE!!!"」  |      |            |

### 通常盤
| #         | タイトル                   | 作詞 | 作曲・編曲 | 時間 |
| --------- | -------------------------- | ---- | ---------- | ---- |
| 1.        | 「PEACE!!!」               |      |            | 4:16 |
| 2.        | 「PEACE!!!」(Instrumental) |      |            | 4:14 |
| 合計時間: | 合計時間:                  | 8:30 |            |      |

### 期間生産限定盤
| #         | タイトル     | 作詞 | 作曲・編曲 | 時間 |
| --------- | ------------ | ---- | ---------- | ---- |
| 1.        | 「PEACE!!!」 |      |            | 4:16 |
| 合計時間: | 合計時間:    | 4:16 |            |      |

| #  | タイトル                                               | 作詞 | 作曲・編曲 |
| -- | ------------------------------------------------------ | ---- | ---------- |
| 1. | 「TVアニメ『パズドラ』ノンクレジットエンディング映像」 |      |            |